# Dominik Mašek
Dominik Mašek (* 10. července 1995 Příbram) je bývalý český profesionální fotbalista a fotbalový trenér. Mezi lety 2016 a 2017 odehrál tři zápasy v dresu reprezentace do 21 let, ve kterých vstřelil jednu branku. Je synem prvoligového hráče Jaroslava Maška. V letech 2011 a 2012 byl zvolen talentem roku.

## Klubová kariéra
S fotbalem začal ve čtyřech letech v Příbrami. Prvního prvoligového startu se dočkal v zápase s Baníkem Ostrava 28. května 2011 ve věku 15 let a 322 dnů. Stal se tak nejmladším hráčem v historii 1. české ligy. Současně hrál za mladší a starší dorostenecký tým Příbrami. V sezoně 2010/2011 odehrál 14 zápasů za mladší dorost a vstřelil 22 branek, za starší A a B dorost startoval desetkrát a dal 11 branek. V lednu 2012 přestoupil do německého celku Hamburger SV, kde hrál za U19 a U23. V létě roku 2015 přestoupil z Hamburku do nizozemského klubu SC Cambuur z města Leeuwarden, kde podepsal smlouvu na 2 roky s půlroční opcí.
V srpnu 2016 se vrátil do České republiky a podepsal tříletý kontrakt s pražským klubem Bohemians 1905. Následně se přes Mladou Boleslav, Zlín a Jablonec vrátil do Příbrami, kde v létě 2023 ukončil kariéru.

## Reprezentační kariéra
Nastoupil i za české juniorské reprezentace. Zúčastnil se Mistrovství světa hráčů do 17 let 2011 v Mexiku, kde byla ČR vyřazena již v základní skupině D po 1 výhře a 2 porážkách.

## Trenérská kariéra
Po ukončení kariéry v Příbrami nastoupil do realizačního týmu místní rezervy. V květnu 2024 se stal asistentem trenéra hlavního mužstva Jiřího Kohouta.